# Pamela Hinkson
Pamela Hinkson (ur. 19 listopada 1900 w Ealing, zm. 26 maja 1982 w Dublinie) – irlandzka poetka i powieściopisarka, córka Katharine Tynan.

## Życie i twórczość
Pamela Mary Hinkson urodziła się 19 listopada 1900 roku w Ealing, w Londynie. Była jedyną córką spośród pięciorga dzieci Henry'ego Alberta Hinkson, prawnika i pisarza, oraz poetki i pisarki Katharine Tynan.
Pamela kształciła się prywatnie w Anglii i Europie, w Irlandii uczęszczała do lokalnej klasztornej dziennej szkoły. Miała częsty kontakt ze środowiskiem literackim swojej matki, do którego należeli znaczący irlandzcy pisarze odrodzenia celtyckiego, jak George William Russell, James Stephens i Padraic Colum. Katharine Tynan w The years of the shadow (1919) wspomina rozwijający się talent Pameli do poezji i jej upodobanie do tematów wojennych, czego dowodem jest The blind soldier, jeden z jej pierwszych opublikowanych wierszy.
Duży wpływ na twórczość Pameli Hinkson miała I wojna światowa i powstanie wielkanocne. H. G. Wells we wstępie do swojej powieści Pan Britling widzi na wskroś (1916) opisuje rozmowę, którą odbył z Pamelą, gdy miała 12 lat, odważnie wyjaśniającą mu „kwestię irlandzką”. Rodzice wysłali ją do szkoły z internatem w hrabstwie Wicklow w nadziei, że oderwie ją to od ponurych zajęć i nieobecności jej braci służących w armii brytyjskiej. Doświadczenia te miały wpływ na dwie wczesne powieści, The Victors (1925) i Harvest (1926), napisane pod pseudonimem „Peter Deane”. Maskując swoją tożsamość, uniknęła ryzyka dyskredytacji jej twórczości ze względu na płeć i brak bezpośredniego doświadczenia wojny. Później przez trzydzieści lat pisała pod własnym nazwiskiem.
W przeciwieństwie do bliskich relacji z matką, niewiele łączyło ją z ojcem. Poza ukochanym bratem Gilesem Aylmerem (1899–1957), korespondentem The Times w Buenos Aires i Santiago, Pamela nigdy nie spotkała mężczyzny odpowiadającego jej wzniosłym ideałom. Po śmierci ojca na początku 1919 roku Pamela i jej matka znalazły się w trudnej sytuacji finansowej, co uniemożliwiło Pameli podjęcie studiów.
Powieść Pameli Hinkson The end of all dreams (1923), opisuje upadek „wielkiego domu” w czasach rewolucyjnych wstrząsów w Irlandii, do tego tematu powróciła w późniejszych dziełach, takich jak The deeply rooted (1935) i The lonely bride (1951). W latach dwudziestych XX wieku napisała wiele powieści dla dziewcząt, a jej powieść Wind from the west (1930) nawiązuje do okresu spędzonego we Francji, gdzie pracowała jako guwernantka.
Śmierć matki w 1931 roku była druzgocącym ciosem, mającym silny wpływ na jej kolejną, najmocniejszą powieść, The ladies' road (1932). Powieść ta, choć nie jest wyraźnie autobiograficzna, zawiera wiele motywów z jej życia. Wydanie amerykańskie w 1946 roku okazało się ogromnym sukcesem.
Podczas drugiej wojny światowej Pamela Hinkson prowadziła wykłady w Ameryce na temat Indii, miała też prelekcje dla żołnierzy brytyjskich i w latach 1946–47 dla lokalnej publiczności w Niemczech. Współpracowała z pismami Observer, Spectator, New Statesman, Manchester Guardian i Time and Tide. Gorąco opowiadała się za prawami kobiet, dobrem zwierząt i utrzymaniem Irlandii Północnej w Wielkiej Brytanii. Wróciła do Irlandii w 1959 r., zmarła w Dublinie 26 maja 1982 r.

## Dzieła
- The end of all dreams (1923)
- The Girls of Redlands (1923)
- Patsey at School (1925)
- The Victors (1925)
- Harvest (1926)
- St. Mary's (1927)
- Schooldays at Meadowfield (1930)
- Wind from the West (1930)
- The ladies' road (1932)
- Victory Plays the Game (1933)
- The deeply rooted (1935)
- The light on Ireland (1935)
- Victory's Last Term (1936)
- Seventy years young (1937)
- Irish gold (1939)
- Indian harvest (1941)
- Golden rose (1944)
- The lonely bride (1951)